# Taoa (Vavaʻu)
Taoa ist ein Ort in der Inselgruppe Vavaʻu im Norden des pazifischen Königreichs Tonga im Distrikt Hihifo.
Taoa hat 479 Einwohner (Stand 2021).

## Geographie
Taoa liegt auf der Landzunge, die von den Buchten Fangaliki und Vaipuua bis auf einen schmalen Stiel im Westen fast vollständig umschlossen wird. Er ist mit Vaimalo und Tefisi im Westen nur durch kleine Straßen verbunden.

## Klima
Das Klima ist tropisch heiß, wird jedoch von ständig wehenden Winden gemäßigt. Ebenso wie die anderen Orte der Vavaʻu-Gruppe wird Taoa gelegentlich von Zyklonen heimgesucht.